# Daniel Boone (serie televisiva)
Daniel Boone è una serie televisiva statunitense in 165 episodi trasmessi per la prima volta nel corso di sei stagioni dal 1964 al 1970. È ispirata all'omonimo personaggio storico vissuto nel XVIII secolo.

## Trama
Daniel Boone è un pioniere che vive in una fattoria nell'America del settecento, assieme alla moglie e ai suoi due figli.  Accompagnato da alcuni amici, tra cui l'oste Cincinnatus e l'indiano Cherokee Mingo, Daniel cerca di mantenere la pace tra indiani e pionieri ed è coinvolto in avventure di vario genere. A loro si aggiunge Gabe Cooper, uno schiavo fuggito dal suo padrone, che diviene anch'esso amico di Daniel.

## Personaggi e interpreti

### Personaggi principali
- Daniel Boone (stagioni 1-6), interpretato da Fess Parker.
- Rebecca Boone (stagioni 1-6), moglie di Daniel, interpretata da Patricia Blair.
- Israel Boone (stagioni 1-6), figlio di Daniel, interpretato da Darby Hinton.
- Cincinnatus (stagioni 1-6), amico di Daniel, interpretato da Dal McKennon.
- Mingo (stagioni 1-4), amico di Daniel, interpretato da Ed Ames.

### Personaggi secondari
- Jemima Boone (stagioni 1-2), figlia di Daniel, interpretata da Veronica Cartwright.
- Yadkin (stagione 1), amico di Daniel, interpretato da Albert Salmi.
- Dutch (stagioni 1-3), interpretato da Chuck Roberson.
- Archer (stagioni 1-5), interpretato da Richard Devon.
- Aweetok (stagioni 2-6), interpretato da Ted White.
- Jericho Jones (stagione 2), interpretato da Robert Logan.
- Tupper (stagione 2), interpretato da Orville Sherman.
- Grover Hanks (stagioni 2-4), interpretato da Harold Goodwin.
- Bingen (stagioni 2-6), interpretato da Med Flory.
- Jake Tench (stagione 2), interpretato da Shug Fisher.
- Little Turtle (stagioni 2-5), interpretato da Abel Fernandez.
- Stinch (stagioni 2-6), interpretato da Laurie Main.
- Cash Doyle (stagioni 2-5), interpretato da Roy Jenson.
- Cabby (stagioni 2-5), interpretato da Bill Walker.
- Jed (stagioni 2-5), interpretato da Kurt Russell.
- Armand (stagioni 2-3), interpretato da Russ McCubbin.
- Calvin Moss (stagione 3), interpretato da William Tannen.
- Ben (stagioni 3-5), interpretato da Warren Vanders.
- Josh Clements (stagioni 4-6), interpretato da Jimmy Dean.
- Amos Martin (stagioni 4-6), interpretato da William Smith.
- Gabe Cooper (stagione 6), ex schiavo, interpretato da Roosevelt Grier.
- Cully (stagione 6), interpretato da James Wainwright.

### Guest star
Tra le guest star presenti, Jodie Foster, Ron Howard, Vic Tayback, Vincent Price, Burl Ives e Kevin Hagen.

## Produzione
Tema musicale firmato da Lionel Newman e Vera Matson. Girato tra la California e Kanab.

## Distribuzione
Trasmessa per l'NBC dal 24 settembre 1964 al 10 settembre 1970, in Italia ottenne un riscontro di pubblico su Raiuno, venendo poi replicato su 7 Gold e TV2000.

## Episodi
| Stagione         | Episodi | Prima TV USA | Prima TV Italia |
| ---------------- | ------- | ------------ | --------------- |
| Prima stagione   | 29      | 1964-1965    |                 |
| Seconda stagione | 30      | 1965-1966    |                 |
| Terza stagione   | 28      | 1966-1967    |                 |
| Quarta stagione  | 26      | 1967-1968    |                 |
| Quinta stagione  | 26      | 1968-1969    |                 |
| Sesta stagione   | 26      | 1969-1970    |                 |